# سیبو گیمز
سیبو گیمز، یک شرکت دانمارکی سازندهٔ بازی‌های ویدیویی است که در کپنهاگ در دانمارک واقع شده است. این شرکت، توسط سیلوستر ریشوج جنسن و بادی ژان مولینر تأسیس شده است. سیبو گیمز، عمدتاً به خاطر خلق دومین پربارگیری‌ترین بازی موبایلی دنیا، موج سواران مترو، که با شرکت کیلوو آن را توسعه داده است، شناخته می‌شود. این شرکت، همچنین دومین بازی سبک رانر موبایل خود را، با عنوان بلیدز آف بریم منتشر کرده است. بلیدز آف بریم هم به مانند موج‌سواران مترو، یک بازی رانر بی پایان، همراه با خریدهای درون برنامه ای است.
در ژوئن سال ۲۰۲۲، شرکت مینی‌کلیپ، با خرید این شرکت موافقت کرد.